# Limnonectes microtympanum
Limnonectes microtympanum es una especie de anfibio anuro de la familia Dicroglossidae.

## Distribución geográfica
Es endémica del monte Lompobatang, al sudoeste de Célebes (Indonesia), en altitudes superiores a 1000 m.